# Ethochorema kelion
Ethochorema kelion är en nattsländeart som beskrevs av Arturs Neboiss 1977. Ethochorema kelion ingår i släktet Ethochorema och familjen Hydrobiosidae. Inga underarter finns listade i Catalogue of Life.